# Santa Juana (Chile)
Santa Juana – miasto w Chile, w regionie Biobío. Powierzchnia miasta liczy 731 km². Miasto zamieszkuje 13 147 ludzi (2002).
Miasto założone zostało 8 marca 1626 roku.